# Obiteljsko stablo knezova Zrinskih
Ovo je prikaz obiteljskog stabla Knezova Zrinskih, hrvatskog velikaškog roda, u razdoblju od 1347 do 1703.

## Vanjske poveznice
- Obiteljsko stablo knezova Zrinskih u stručnom časopisu Meridijani (broj 84/2004.)
- Rodoslovna lista knezova Šubića Bribirskih i Šubića Zrinskih, od Jurja I. Zrinskog do Nikole III. Zrinskog (češko-mađarska verzija imena)
- Rodoslovna lista knezova Zrinskih od Nikole III. do Ivana IV. Antuna (češko-mađarska verzija imena)